# Pandora (web radio)
Pandora internetski radio je inovativna internetska radijska služba iz SAD-a, koja podupire Music Genome Project.
Pandora omogućuje korisnicima stvarati virtualne radijske postaje, počevši od toga što mogu birati skladbe ili izvođače koji je vjerojatno ugodan za korisnika. Sustav rabi algoritam koji je stvoren za projekt Music Genome u potrazi za pjesme slične onoj koju navede korisnik, a zatim reproducira glazbu koja slušatelj vjerojatno voli. 
Algoritam je razvio Projekt Music Genome analizom 400 različitih parametara koji moraju biti nazočni i koje se katalogiziralo u Pandorinu arhivu. Popis pjesama koje se je obradilo može se čuti kao na radiju. Korisnik može odlučiti hoće li pjesmu preskočiti ili ju označiti kao "prihvatljivu" ili "neprihvatljivu". 
Budući da se algoritam za odabir pjesme temelji na glazbenim karakteristikama, a ne prema glazbenikovoj popularnosti ili prodaji, korisnici vrlo cijene ovu uslugu [nedostaje izvor], jer ima sposobnost "predlagati" malo poznate skladbe koje su blizu korisničkim postavkama. 
Može se birati između dviju vrsta registriranja: besplatna je ona koja uključuje oglašavanje, a druga je uz naknadu, bez oglašavanja. 
Pjesme iz arhive Pandore vrlo je teško naći na tržištu, jer su vrlo stare ili nepoznate široj javnosti. No, glazbenici koji se nalaze u arhivu gotovo su svi Amerikanci ili stranci koji su izdali svoja djela u Sjedinjenim Američkim Državama.

## Vanjske poveznice
- službena stranica Pandora internet radio
- "The Music Genome Project"